# Estación Iyosangawa

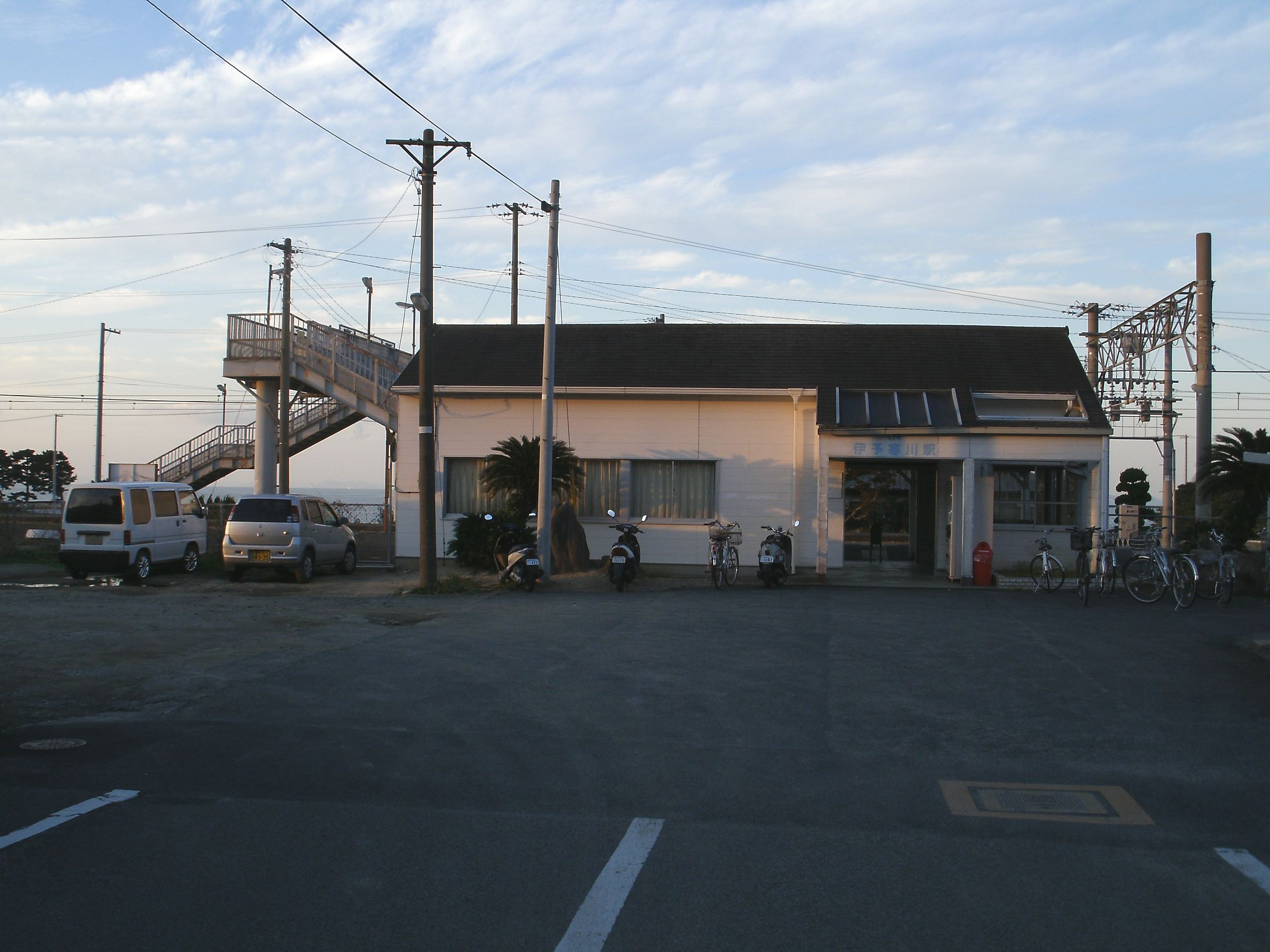
Estación Iyosangawa

La estación Iyosangawa (伊予寒川駅 Iyosangawa-eki?) es una estación de la línea Yosan de la Japan Railways que se encuentra en la ciudad de Shikokuchūō de la prefectura de Ehime. El código de estación es el "Y24".

## Estación de pasajeros
Cuenta con dos plataformas, cada una de las cuales tiene un andén (andenes 1 y 2). El andén 1 es el principal y, sólo para permitir el sobrepaso a los servicios rápidos se utiliza el andén 2.
El edificio de la estación es una remodelación de la estación utilizada en la época de los Ferrocarriles Nacionales de Japón. Es una estación sin personal.

### Andenes
| 1 | ● Línea Yosan | | Hacia Iyomishima, Kawanoe y Kanonji (los servicios rápidos no se detienen)                    |
| 1 | ● Línea Yosan | Hacia Niihama, Saijō, Imabari, Hōjō y Matsuyama (los servicios rápidos no se detienen)                    |                                                                                               |
| 2 | ● Línea Yosan | | Hacia Iyomishima, Kawanoe Y Kanonji (sólo para permitir el sobrepaso a los servicios rápidos) |
| 2 | ● Línea Yosan | Hacia Niihama, Saijō, Imabari, Hōjō y Matsuyama (sólo para permitir el sobrepaso a los servicios rápidos) |                                                                                               |

## Alrededores de la estación
- Playa de Sangawa (寒川海水浴場 Sangawa-kaisuiyokujō?)
- Ruta Nacional 11
- Parada del autobús Setouchi (せとうちバス Seto'uchi-basu?), que es junto al de la estación Niihama uno de los más cercanos a la estación para hacer un trasbordo.

## Historia
- 1933: el 1° de abril se inaugura la estación Iyosangawa.
- 1987: el 1° de abril pasa a ser una estación de la división Ferrocarriles de Pasajeros de Shikoku de la Japan Railways.

## Estación anterior y posterior
- Línea Yosan 
  - Estación Iyomishima (Y23)  <<  Estación Iyosangawa (Y24)  >>  Estación Akaboshi (Y25)